# Kenia en los Juegos Olímpicos de Sídney 2000
Kenia estuvo representada en los Juegos Olímpicos de Sídney 2000 por un total de 56 deportistas que compitieron en 6 deportes.  
El portador de la bandera en la ceremonia de apertura fue el atleta Kennedy Ochieng.

## Medallistas
El equipo olímpico keniano obtuvo las siguientes medallas:
| Nombre               | Deporte   | Competición             |
| -------------------- | --------- | ----------------------- |
| Oro                  |           |                         |
| Noah Ngeny           | Atletismo | 1500 m M                |
| Reuben Kosgei        | Atletismo | 3000 m con obstáculos M |
| Plata                |           |                         |
| Paul Tergat          | Atletismo | 10 000 m M              |
| Wilson Boit Kipketer | Atletismo | 3000 m con obstáculos M |
| Erick Wainaina       | Atletismo | Maratón M               |
| Bronce               |           |                         |
| Bernard Lagat        | Atletismo | 1500 m M                |
| Joyce Chepchumba     | Atletismo | Maratón F               |